# Pjotr Petrowitsch Suschkin

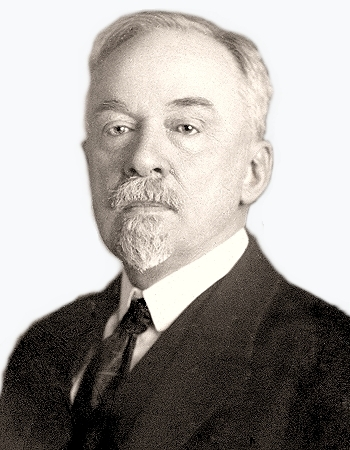
Porträt von 1920

Pjotr Petrowitsch Suschkin (russisch Пётр Петрович Сушкин, wiss. Transliteration Pëtr Petrovič Suškin; * 27. Januarjul. / 8. Februar 1868greg. in Tula; † 17. September 1928 in Kislowodsk) war ein russischer Zoologe, Biogeograf und Paläontologe.

## Leben und Wirken
Suschkin begeisterte sich seit seiner Kindheit für die Natur und beschäftigte sich während seines Studiums an der Universität Moskau mit der Avifauna der Gouvernements Moskau, Tula und Woronesch. Die Ergebnisse gab er in seiner ersten Veröffentlichung heraus und setzte damit Maßstäbe für die avifaunistische Forschung in Russland. Er bekam ein Forschungsstipendium und wurde 1901 Dozent für Zoologie an der Moskauer Universität. 1910 erhielt er einen Lehrstuhl für Wirbeltierzoologie und vergleichende Anatomie in Charkiw. Während der Revolution zog er sich auf die Krim zurück, wo er für ein paar Jahre an der lokalen Universität lehrte, bis er 1921 zum Leiter des Zoologischen Museums der Russischen Akademie der Wissenschaften ernannt wurde. 1923 wurde er Mitglied der Akademie. Er führte den Vorsitz in mehreren wissenschaftlichen Kommissionen, leitete die neu eingerichtete paläozoologische Ausstellung des Geologischen Museums und war Geschäftsführer der Physikalisch-Mathematischen Fakultät.
Suschkin unternahm vor 1917 mehrere Reisen nach Asien, wo er vor allem die Avifauna des Altais, der Kirgisischen Steppen, der Mongolei und Sibiriens untersuchte. Hierbei standen für ihn die Fragen nach Evolution und Ausbreitungsgeschichte paläarktischer Vogelarten und -gruppen im Vordergrund. Später bezog er die Schmetterlinge in diese Erwägungen mit ein und befasste sich zudem mit dem Ursprung des Menschen, den er in den Gebirgen Zentralasiens vermutete. Auf dem Bereich vergleichender Anatomie befasste er sich vor allem mit der Osteologie und Taxonomie der Greifvögel sowie der der Webervögel und Finken. Seine letzten Jahre widmete er Forschungen über die fossile Reptilienfauna der Region Perm. Auf mehreren Reisen nach England und nach Amerika pflegte er Kontakte zu westlichen Forschungseinrichtungen und veröffentlichte zahlreiche seiner Werke in englischer Sprache.
Er war mit der Bodenkundlerin Nadeschda Suschkina verheiratet und starb am 17. September 1928 in Kislowodsk im Kaukasus an einer Lungenentzündung. Sein Grab befindet sich auf dem Smolensker Friedhof in St. Petersburg (Grabstätte Nr. 46).

## Werke
- Die Vogelfauna des Minussinsk Gebietes, des westlichen Teils des Sajan Gebirges und des Urjanchen-Landes. Moskau 1913 doi:10.5962/bhl.title.8198

## Belege
1. ↑  Uwe Alex, Jevgenij Šergalin: Biografien osteuropäischer Ornithologen (19): Peter Petrovič Suškin (1868-1928) – Begründer der Leningrader Schule der Systematik, Zoogeografie und Paläontologie in der Ornithologie. In: Ornithologische Mitteilungen. Band 67, Nr. 9/10, 2015, S. 275–280.

- Obituary – Peter Petrovitch Sushkin, Ibis, Volume 71 (1928), Issue 1, S. 150–152, doi:10.1111/j.1474-919X.1929.tb08753.x